# Радін Костянтин Степанович
Костянтин Степанович Радін (28 серпня 1911, село Борова, тепер селище Ізюмського району Харківської області — ?) — український радянський діяч, начальник Управління в справах сільського і колгоспного будівництва при РМ УРСР, 1-й секретар Валківського районного комітету КП(б)У Харківської області.

## Біографія
Освіта вища. Член ВКП(б) з 1939 року.
На 1944—1949 роки — 1-й секретар Валківського районного комітету КП(б)У Харківської області.
У липні 1950 — квітні 1953 року — начальник Управління в справах сільського і колгоспного будівництва при Раді міністрів Української РСР.
У травні — грудні 1953 року — начальник Головного будівельного управління Міністерства сільського господарства та заготівель Української РСР.
У грудні 1953 (затв. у січні 1954) — вересень 1954 року — начальник Головного управління із будівництва в колгоспах при Раді міністрів Української РСР.
З вересня 1954 до травня 1957? року — 1-й заступник міністра міського і сільського будівництва Української РСР.
З червня 1957 до лютого 1959 року — заступник міністра сільського господарства Української РСР із будівництва.
З березня 1959 до березня 1961 року — начальник Головного управління із будівництва Міністерства сільського господарства Української РСР та член колегії Міністерства сільського господарства УРСР.
У березні 1961 — квітні 1962 року — заступник голови Українського республіканського об'єднання Ради міністрів Української РСР «Укрсільгосптехніка».
З квітня 1962 до лютого 1964 року — заступник міністра виробництва і заготівель сільськогосподарських продуктів Української РСР. У лютому 1964 року звільнений з посади «за станом здоров'я».
На 1967 рік — старший інженер виробничо-розпорядчого відділу Головміжколгоспбуду Міністерства сільського будівництва Української РСР.
Подальша доля невідома.

## Військове звання
- капітан

## Нагороди
- два ордени Трудового Червоного Прапора (23.01.1948, 26.02.1958)
- орден Червоної Зірки (28.08.1944)
- медалі
- Заслужений будівельник Української РСР (12.08.1967)